# モンテビデオ・クリケット・クルブ
モンテビデオ・クリケット・クルブ（西: Montevideo Cricket Club、略称: MVCC）は、ウルグアイのシウダ・デ・ラ・コスタを拠点とするスポーツクラブ。

## 概要
1861年創設のウルグアイで最も歴史あるスポーツクラブで、クリケットの他、サッカー、ラグビーなどを同国に最初に導入したクラブである。現在に至るまでラグビーチームが活動の中心となっている。
トゥイッケナム・スタジアムのワールドラグビーミュージアムによると世界で8番目に古いラグビークラブで、ホームユニオン（英国4協会）以外では世界最古。

## 歴史
1861年7月18日、イギリス人移民によってクラブ創設。
1951年にウルグアイラグビー協会（URU）が設立されたことに伴い創設されたカンペオナート・ウルグアージョ（国内リーグ）には初年度から参加している。1950年代にはリーグ優勝を3回記録した。
クラブ創設当初よりモンテビデオを拠点としていたが、1996年に郊外のシウダ・デ・ラ・コスタのソリマル（Solymar）地区に移転した。
2022シーズンのカンペオナート・ウルグアージョでは決勝まで勝ち進んだが、トレボルRCに16-18で敗れ、66年ぶりの優勝はならなかった。

## タイトル
- カンペオナート・ウルグアージョ
  - 優勝 3回（1951, 1953, 1956[注 3]）